# 小诺伊豪森
小诺伊豪森是德国图林根州的一个市镇。总面积8.46平方公里，总人口414人，其中男性222人，女性192人（2011年12月31日），人口密度49人/平方公里。